# ZIS-42
Das Halbkettenfahrzeug ZIS-42 (russisch ЗИС-42) des sowjetischen Fahrzeugherstellers Sawod imeni Stalina war ab 1942 nach dem ZIS-22 und dem GAZ-60 das dritte und zugleich letzte Halbkettenfahrzeug aus sowjetischer Serienproduktion. Technisch basiert es, bis auf das geänderte Fahrwerk, nahezu komplett auf dem Lastkraftwagen ZIS-5. Es war hauptsächlich zur Versorgung abseits der Straßen und zum Ziehen von schweren Geschützen konzipiert.

## Geschichtliches

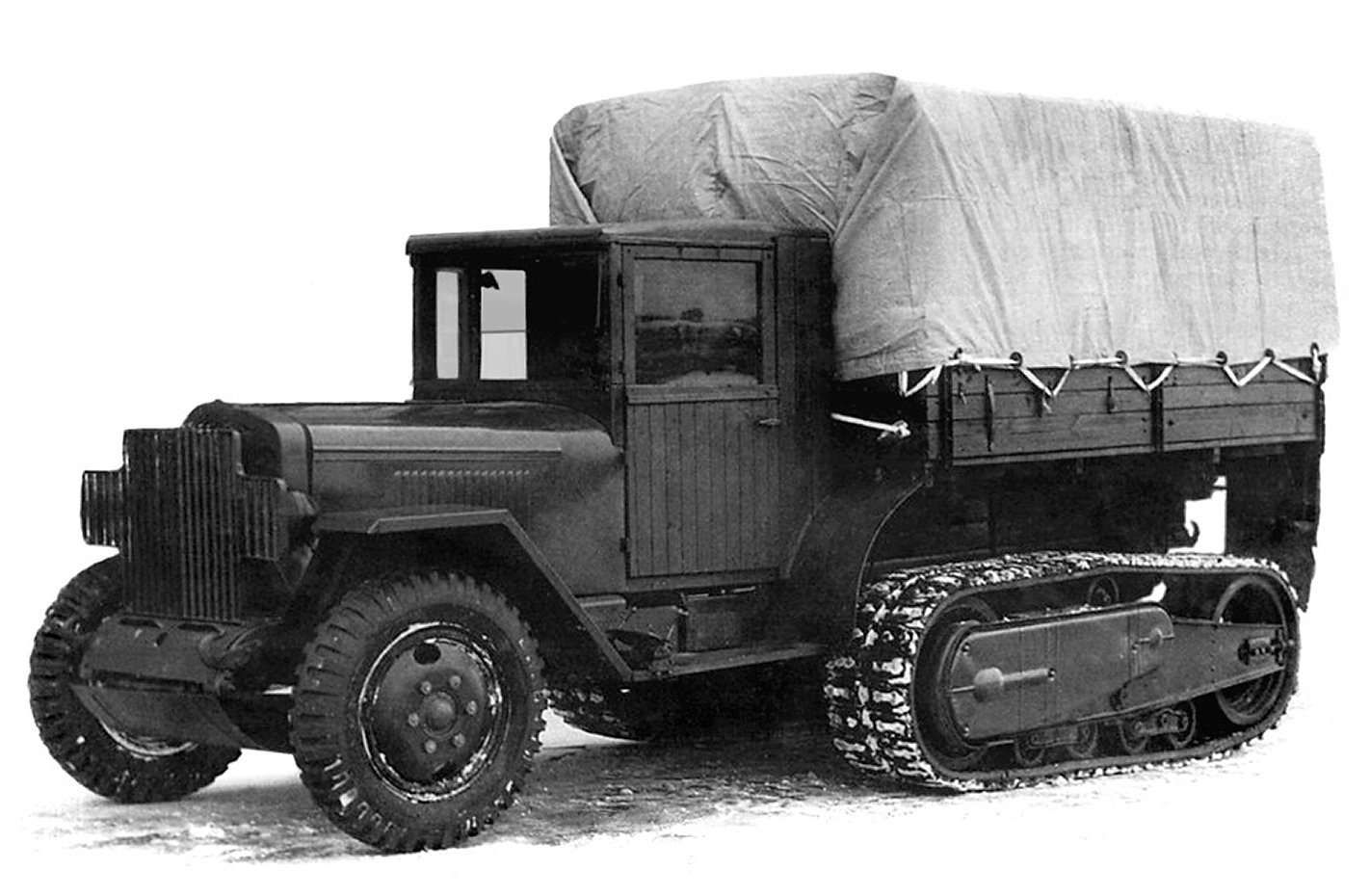
ZIS-42M

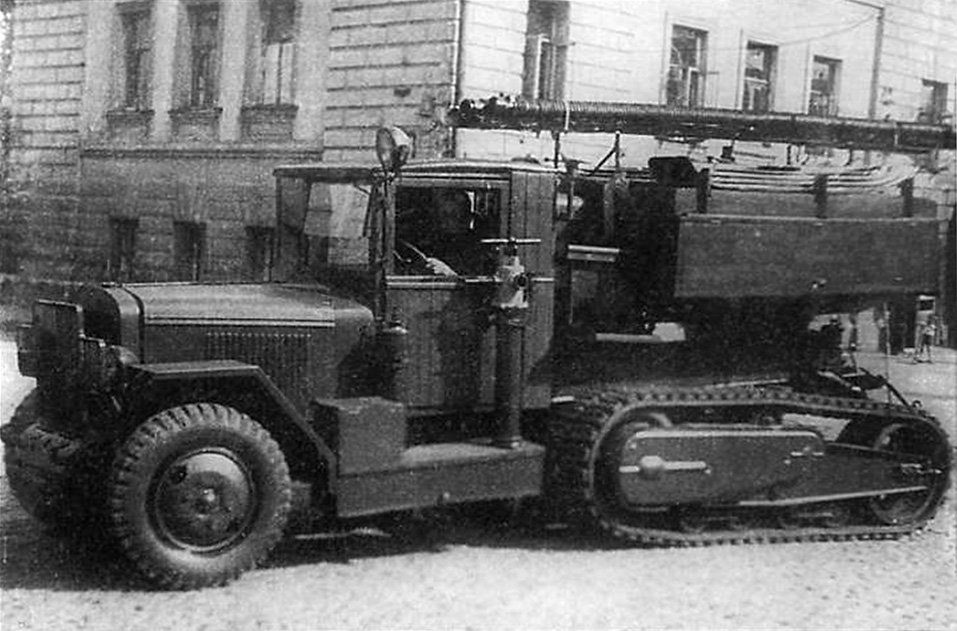
ZIS-42 als Feuerwehrfahrzeug

Bereits zwischen 1938 und 1941 wurde bei ZIS das wenig erfolgreiche Halbkettenfahrzeug ZIS-22 in Serie produziert. Im Sommer 1940 wurden drei Prototypen gefertigt, in die die Erfahrungen, die beim ZIS-22 gemacht wurden, einflossen. Jedoch konnten damals nicht alle Änderungen in die Serienproduktion übernommen werden.
Ab Herbst 1942 wurde eine verbesserte Version des ZIS-22 wieder in Serie hergestellt, da bei der Roten Armee nach wie vor ein Bedarf an Halbkettenfahrzeugen gegeben war. Diese Version beruhte im Wesentlichen auf dem Prototyp ZIS-22-52 von 1940, wurde nun aber ZIS-42 genannt. Das Hauptproblem der früheren Typen, nämlich das Rutschen der Ketten auf den Kettenrädern in schwerem Gelände oder bei schlechter Witterung (und somit fehlender Antrieb), konnte eingedämmt werden. Die Geländegängigkeit des Fahrzeugs wurde also verbessert. Jedoch blieb das Fahrzeug nach wie vor hinter den Erwartungen zurück. Insbesondere in Schneefeldern und Sümpfen waren die Fahrleistungen immer noch mangelhaft. 1944 wurde die Produktion nach knapp 6000 Exemplaren schließlich eingestellt. Die weitere Fertigung von Halbkettenfahrzeugen unterließ man aufgrund der schlechten Praxisergebnisse. Allerdings wurde noch ein Prototyp eines Fahrzeuges mit Halbkettenantrieb auf Basis des LKWs ZIS-150 erstellt, der ZIS-153.

## Versionen
Seit 1943 gab es eine als ZIS-42M bezeichnete Variante mit ZIS-16-Motor. Der Motor blieb der gleiche, wurde jedoch aufgrund einer Leistungssteigerung von 73 auf 85 PS umbenannt. In der Praxis erwies sich aber auch dieser Motor als zu schwach für das schwere Fahrzeug. Außerdem wurde bei GAZ ebenfalls ab 1943 eine Version gefertigt, bei der sich eine Automatische 37-mm-Flugabwehrkanone M1939 auf der Ladefläche befand. Das Ergebnis wurde als ZIS-43 bezeichnet. GAZ war dabei nur für den Aufbau zuständig. Auch wurden vereinzelt Versionen als Feuerwehrfahrzeuge gebaut.

## Technische Daten
Die technischen Daten stimmen stark mit denen des LKW ZIS-5 überein, da außer dem Kettenfahrwerk keine wesentlichen Änderungen vorgenommen wurden.
- Gebaute Exemplare: 5931

Abmessungen und Gewichte
- Länge: 6095 mm
- Breite: 2360 mm
- Höhe: 2950 mm
- Bodenfreiheit: 395 mm
- Zulässiges Gesamtgewicht: 7500 kg
- Leergewicht: 5250 kg
- Nutzlast: 2250 kg

Antriebsdaten
- Motortyp: ZIS-5, im ZIS-42M: ZIS-16
- Motor: Sechszylinder-Benzinmotor
- Leistung: 54 kW (73 PS), ZIS-42M: 62,5 kW (85 PS, nach anderen Quellen auch 95 PS)
- Verbrauch: 55 bis 60 l/100 km
- Kraftstoffvorrat: 300 l
- Höchstgeschwindigkeit: 45 km/h
- Getriebe: 4 Gänge, manuell